# Bob Bates (Spieleentwickler)

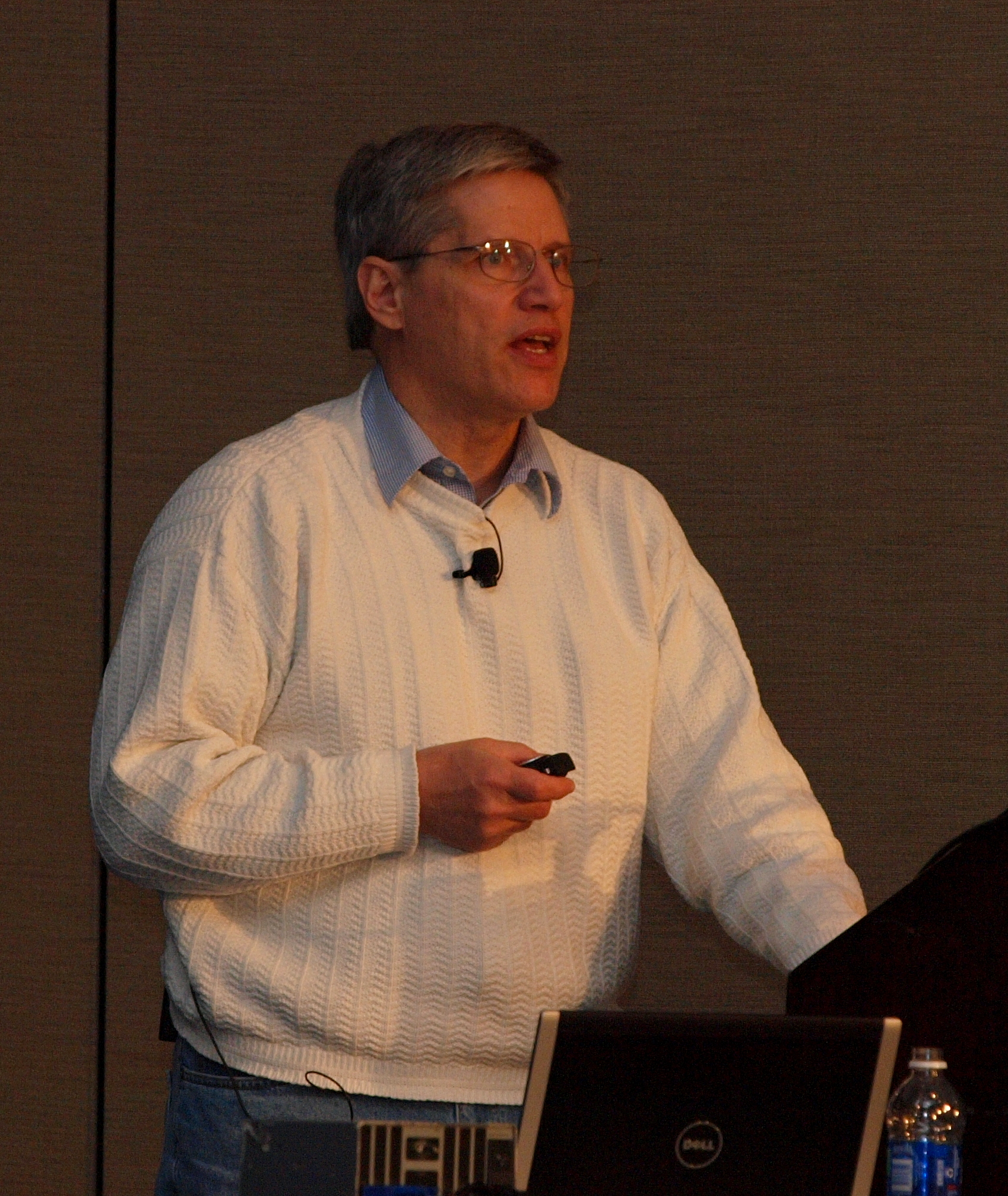
Bob Bates (2010)

Robert „Bob“ Bates (* 11. Dezember 1953) ist ein US-amerikanischer Spieleentwickler und -designer.

## Karriere
Nach dem Studium jobbte Bates als Touristenführer in Washington und baute nach kurzer Zeit sein eigenes Touristikunternehmen auf, das zum größten Unternehmen für organisierte Gruppenreisen in Washington wurde. Kurz nach seinem 30. Geburtstag verkaufte er das Unternehmen, um sich dem Schreiben zu widmen, sah sich jedoch 1986 nach zwei erfolglosen Jahren gezwungen, eine Tätigkeit als Spieleentwickler von Textadventuren bei der Firma Infocom anzunehmen. Dort schrieb er mit Sherlock: The Riddle of the Crown Jewels das letzte reine Textadventure der Firma und mit Arthur: The Quest for Excalibur das letzte Spiel vor der Schließung durch den neuen Eigentümer Activision. 1989 gründete Bates zusammen mit Mike Verdu die Firma Legend Entertainment, für die er fünf Spiele schrieb, größtenteils aber mit seiner Tätigkeit als Geschäftsführer ausgefüllt war. Legend wurde später aufgekauft und von Atari im Januar 2004 geschlossen. Zwischen 2004 und 2011 arbeitete Bates als selbständiger Berater in der Videospielebranche und zeichnete als Lead Designer u. a. für Spiele der slowenischen Firma ZootFly, ein Spiel zum Thema „Training gegen sexuelle Belästigung“ sowie ein Trainingsprogramm der CIA verantwortlich. Von 2011 bis 2014 war Bates als Chief Creative Officer für die Browsergame-Firma Zynga tätig und verantwortete die Titel FrontierVille und Empires & Allies sowie den kommerziellen Fehlschlag Mafia Wars 2. Nach seinem Ausstieg bei Zynga nahm er erneut seine Tätigkeit als selbständiger Berater für Spielesoftware auf. Im Februar 2017 warb Bates mit Hilfe der Crowdfunding-Plattform Kickstarter 35.000 US-Dollar für die Endproduktion eines neuen Textadventures namens Thaumistry: In Charm’s Way ein. Im Promotionsvideo warben Steve Meretzky, Tim Schafer und Al Lowe für das im alten Infocom-Stil gehaltene, aber mit TADS entwickelte Projekt. Das Spiel erschien im  Oktober 2017. 2019 veröffentlichte Bates einen Fantasy-Roman, The Ritual.

## Ludografie
- 1987: Sherlock: The Riddle of the Crown Jewels
- 1989: Arthur: The Quest for Excalibur
- 1991: Timequest
- 1992: Gateway
- 1993: Eric the Unready
- 1997: John Saul's Blackstone Chronicles
- 2003: Unreal II: The Awakening
- 2005: Spider Man 3
- 2008: Sacred 2 Fallen Angel
- 2010: FrontierVille
- 2015: Empires & Allies
- 2017: Thaumistry: In Charm’s Way

## Sachbücher
- 2002: Game Design: The Art and Business of Creating Games  (Course Technology PTR, ISBN 978-0-7615-3165-4)
- 2003: Game Developer's Market Guide (Thomson Learning, ISBN 978-1-59200-104-0)

## Romane
- 2019: The Ritual (Bobbates LLC)

## Auszeichnungen
Die International Game Developers Association ernannte Bates 2010 zur „Person of the Year“ und ehrte ihn mit einem „Lifetime Achievement Award“.
Die CGW nominierte das von Bates produzierte (und von Steve Meretzky geschriebene) Textadventure Spellcasting 101 bei den Games of the Year 1991 für den Titel „Adventure Game of the Year“ und ordnete es in seiner Liste „15 Funniest Games of All Time“ auf Platz 11 ein. Bates’ eigenes Spiel Timequest errang 1991 den PC Excellence Award des US-Magazins Game Players. Eric the Unready wurde 1993 von der CGW zum „Adventure des Jahres“ gewählt.